# ビアンカ・ディ・ボルゴーニャ
ビアンカ・ディ・ボルゴーニャ（イタリア語：Bianca di Borgogna, 1288年 - 1348年7月28日）は、サヴォイア伯エドアルドの妃。フランス名はブランシュ・ド・ブルゴーニュ（Blanche de Bourgogne）。

## 生涯
ブルゴーニュ公ロベール2世の娘で、母はフランス王ルイ9世の末娘アニェス。
1307年にエドアルドと結婚し、一女ジョヴァンナ（ジャンヌ、1310年 - 1344年）をもうけた。ジョヴァンナはブルターニュ公ジャン3世と結婚した。
1329年にエドアルドが死去したが男子がいなかったため、弟アイモーネがサヴォイア伯を相続した。
1346年および1347年に、ビアンカは甥アメデーオ6世に対し、ブルゴーニュとの同盟を続行させた。このため、アメデーオ6世と、フィリップ・ド・ブルゴーニュの娘ジャンヌとの婚約が一時期成立した。
ビアンカは1348年7月28日に死去した。死因は黒死病であったと考えられている。